# Zwei Mal Jungfrau
Zwei Mal Jungfrau (jap. ゆけゆけ二度目の処女, Yuke Yuke Nidome no Shojo, dt. „Geh! Geh! Zweites Mal Jungfrau“) ist ein japanisches Gesellschaftsdrama von Regisseur Kōji Wakamatsu aus dem Jahr 1969. Der außerhalb des starren japanischen Studiosystems produzierte Pink Eiga handelt von zwei Jugendlichen, Opfer gewaltsamer Sexualverbrechen, die sich an ihren Peinigern rächen und letztlich Doppelselbstmord aus Liebe begehen.
Der nihilistische Exploitationfilm bewegt sich dabei zwischen Erotik- und Kunstfilm. Mit seinen experimentellen Arbeiten, der Vermischung von sozialkritischen Themen unter Zuhilfenahme von Sex und Gewalt, revolutionierte Wakamatsu das japanische Kino der 1960er-Jahre. Er gilt heute als einer der herausragenden Regisseure des Pink-Genres.
Am 16. Juli 2010 wurde der Spielfilm in einer Fernsehpremiere auf dem deutsch/französischen Kulturkanal ARTE in Originalsprache mit deutschen Untertiteln ausgestrahlt.

## Handlung
Eines Abends wird die 17-jährige Schülerin Poppo auf dem begehbaren Flachdach eines Hochhauses von vier kriminellen Jugendlichen vergewaltigt. Es ist bereits das zweite Mal, dass ihr gewaltsam Sex aufgezwungen wird. Das grausame Verbrechen wird aus nächster Nähe von dem scheinbar machtlosen Tsukio voyeuristisch beobachtet. Der unter einer gestörten Sexualität leidende Hausmeistersohn nimmt so passiv an dem Missbrauch teil.
Am nächsten Morgen stellt die Schülerin nüchtern – im Beisein Tsukios – ihre zweite Misshandlung fest. Obwohl sich Opfer und Voyeur wenig zu sagen haben, freunden sie sich nach und nach an. Wenig später kehren die Vergewaltiger zum Tatort zurück. Tsukio bleibt abermals passiv, während Poppo verzweifelt ihre Peiniger auffordert, sie zu töten, da ein „armseliger“ Selbstmord für sie nicht in Frage kommt. Ihr Wunsch bleibt ungehört, ein weiteres gewaltsames Sexualverbrechen schließt sich an.
Fortan bittet die Schülerin den scheuen Tsukio, ihrem sinnlosen Leben ein Ende zu bereiten. Der junge Mann verspricht, der Bitte nachzukommen, wenn sie ihm dafür einen Grund nennen könne. Nachfolgend erzählen die beiden einander von ihrer bewegten Vergangenheit. Waise Poppo beschreibt ihre familiären Verhältnisse, während Tsukio, selbst Opfer sexueller Übergriffe, das Mädchen zu seinem blutigen Rache-Schauplatz führt. Dort tötete er die vier an seiner Misshandlung beteiligten Personen mit einem Messer. Spätestens jetzt entdecken Poppo und Tsukio Gemeinsamkeiten: Todessehnsüchtig wollen beide ihr aus Hoffnungslosigkeit und Demütigung bestehendes Leben beenden.
Zu später Stunde kommt es auf dem Dach des Hochhauses zum folgenschweren Wiedersehen mit der Bande jugendlicher Rowdys – Poppos Vergewaltigern. Zunächst wirkt es so, als ob Poppo sich erneut einer Misshandlung fügt, bis Tsukio seine selbstgewählte Passivität aufgibt und zum blutigen Rächer wird. In einem wahren Blutrausch tötet er die vier Übeltäter nebst drei Begleiterinnen. Poppo bittet wiederholt Tsukio, sie zu töten, aber er verweigert sich. Der Film endet mit dem Sprung der beiden in den Tod.

## Hintergrund
Regisseur Kōji Wakamatsu arbeitete zwischen 1963 und 1965 für die japanische Filmproduktionsgesellschaft Nikkatsu, für die er in dieser Zeit 20 Exploitation-Filme inszenierte. Mit seinem kontroversen Film Geschichten hinter Wänden (壁の中の秘事, Kabe no Naka no Himegoto), dem Eröffnungsfilm der Berlinale 1965, kam Wakamatsu im Konflikt mit der Regierung angesichts nackter Körper, Vergewaltigung und Voyeurismus. 1965 kam es aufgrund mangelnder Unterstützung schließlich zum Bruch mit Nikkatsu; Wakamatsu gründete seine eigene Produktionsfirma. Nachfolgend produzierte er eine Vielzahl von avantgardistischen Genrebeiträgen, die politische Botschaften mit Sex und extremer Gewalt vermischten. Einige Kritiker bewerten die Filme jener Zeit als eine „absichtliche Provokation“.
Seine unabhängig produzierten Filme der späten 1960er Jahre wurden oftmals für weniger als einer Million Yen realisiert. Kostspielige Studioaufnahmen mit künstlichem Licht sind selten. Es dominieren Außenaufnahmen und eine Reduzierung der Handlungsstätten. Zwei Mal Jungfrau wurde in vier Tagen überwiegend auf dem Dach eines siebenstöckigen Hauses gedreht. In der Regel sind die Arbeiten in schwarz-weiß gehalten, wenngleich Wakamatsu seine Werke gelegentlich mit Farbszenen bereicherte, um einen theatralischen Effekt zu verstärken.

## Kritiken
Das Lexikon des Internationalen Films lobt den sozialkritischen Film aufgrund seiner „experimentellen Bildsprache zwischen Melancholie und Halluzination“. Ferner schreibt man, dass die Inszenierung einen „sozialkritischen Blick in gesellschaftliche Abgründe“ werfe voller „Angst, Hoffnungslosigkeit und Verzweiflung“.